# Gemma Tattersall
Gemma Tattersall (Hailsham, 12 de marzo de 1985) es una jinete británica que compite en la modalidad de concurso completo.
Ganó una medalla de oro en el Campeonato Mundial de Concurso Completo de 2018, en la prueba por equipos. Participó en los Juegos Olímpicos de Río de Janeiro 2016, ocupando el quinto lugar en la misma prueba.

## Palmarés internacional
| Campeonato Mundial | Campeonato Mundial     | Campeonato Mundial | Campeonato Mundial |
| Año                | Lugar                  | Medalla            | Categoría          |
| ------------------ | ---------------------- | ------------------ | ------------------ |
| 2018               | Tryon (Estados Unidos) | Medalla de oro     | Por equipos        |